# Marco Cardisco

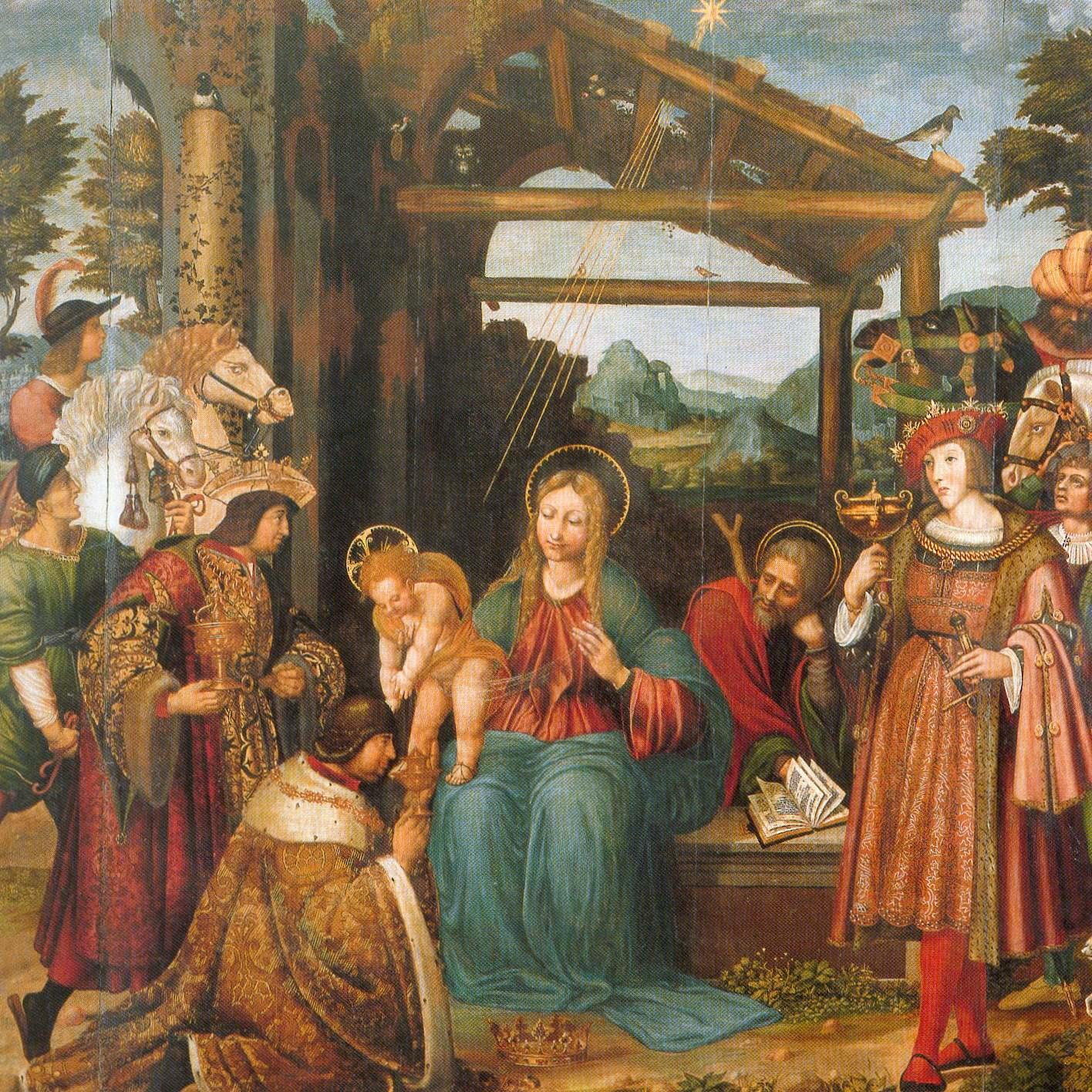
Adoración de los Reyes Magos, Museo Civico di Castel Nuovo, Nápoles.

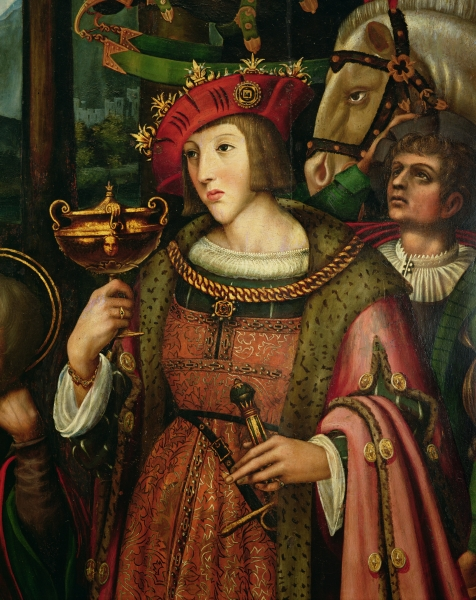
Detalle con el retrato de Carlos I de España, de la Adoración de los Reyes Magos

Marco Cardisco, también conocido como Marco Calabrese (Tiriolo, 1486-Nápoles, 1542), fue un pintor italiano activo durante el Renacimiento.

## Biografía
Nacido en Calabria, es un artista de formación desconocida, aunque su cercanía al estilo de Andrea da Salerno es manifiesta. Se especula con un posible aprendizaje en Roma junto a Polidoro da Caravaggio hacia 1515-1518. Poco después ya le encontramos establecido en Nápoles, en cuya cofradía de pintores se inscribió en 1521. Poco antes había firmado la obra más importante de su período temprano, la Adoración de los Reyes Magos (1519), donde se pueden contemplar los retratos de Fernando I de Nápoles y su hijo Alfonso II, así como el de Carlos I de España.
Su estilo maduro refleja fuertemente la influencia de Polidoro da Caravaggio, del cual fue uno de los primeros seguidores napolitanos. Obras importantes de este período son la Disputa de San Agustín, realizada para la iglesia de Sant'Agostino de Aversa (hoy en el Museo di Capodimonte) o la Dormición de la Virgen de la Catedral de Molfetta.
Entre sus alumnos figuran Pietro Negroni, Giovan Filippo Criscuolo, Leonardo Castellani y Severo Ierace.

## Obras destacadas
- Virgen de la Gracia (1512, Santa Maria delle Grazie, Acerno)
- Adoración de los Reyes Magos (1519, Museo Civico de Castel Nuovo, Nápoles)
- Frescos de la cúpula de San Antonio di Nocera Inferiore (1524, Salerno)
- Anunciación (Assunta, Cava dei Tirreni)
- Dormición de la Virgen (Catedral de Molfetta, Bari)
- Madonna del Popolo (1530, Catedral de Sessa Aurunca, Caserta)
- San Pedro (1530, Museo Diocesano, Caserta)
- San Pablo (1530, Museo Diocesano, Caserta)
- Frescos de la Cappella Turchi (1532, Trinità dei Monti, Roma), atribución dudosa.
- Triptico (c. 1532, Santa Maria di Portanova, Nápoles)
- Disputa de San Agustín (c. 1532, Museo di Capodimonte, Nápoles)
- Asunción (1542, Saint-Léger, Nandy), atribución dudosa.